# Mowgli's Road
«Mowgli's Road» (en español: El camino de Mowgli) es una canción interpretada por la cantantautora galesa Marina and the Diamonds. Originalmente fue lanzada como un doble sencillo, con «Obsessions» el 19 de noviembre de 2008. La canción fue relanzada como primer sencillo de su álbum debut The Family Jewels el 19 de noviembre de 2009.
El título de la canción hace una referencia al libro del escritor y poeta británico Rudyard Kipling, El libro de la selva

## Video musical
El video musical de "Mowgli's Road" fue dirigida por Chris Sweeney y lanzado en YouTube el 20 de octubre de 2009. El video muestra a Marina y 2 chicas con extremidades de origami en un lugar con luz y fondo blanco.
Comienza con Marina de pie sin encender y pisoteando sus piernas origami al ritmo de la música. En el segundo verso, Diamandis canta con un micrófono en un soporte. Cuando la luz se enciende, Marina comienza a cantar y mover sus piernas de origami, dos bailarinas con las mismas patas aparecen y comienzan a bailar con ella. Después de la repetición del estribillo, Marina se muestra con un torso origami es su abdomen, saltando arriba y abajo mientras se canta el puente de la canción. Mientras que la música continúa en la canción, Marina y las bailarinas aparecen con todas las extremidades en forma de origami. El vídeo termina con la iluminación del set y todo se destacan como Marina estaba en el principio.

## Lanzamiento
| País          | Fecha                   | Formato            | Discografía |
| ------------- | ----------------------- | ------------------ | ----------- |
| Australia     | 13 de noviembre de 2009 | Descarga de música | 679 Artists |
| Bélgica       | 13 de noviembre de 2009 | Descarga de música | 679 Artists |
| Brasil        | 13 de noviembre de 2009 | Descarga de música | 679 Artists |
| Dinamarca     | 13 de noviembre de 2009 | Descarga de música | 679 Artists |
| Francia       | 13 de noviembre de 2009 | Descarga de música | 679 Artists |
| Japón         | 13 de noviembre de 2009 | Descarga de música | 679 Artists |
| Noruega       | 13 de noviembre de 2009 | Descarga de música | 679 Artists |
| Países Bajos  | 13 de noviembre de 2009 | Descarga de música | 679 Artists |
| Nueva Zelanda | 13 de noviembre de 2009 | Descarga de música | 679 Artists |
| Portugal      | 13 de noviembre de 2009 | Descarga de música | 679 Artists |
| Reino Unido   | 13 de noviembre de 2009 | Descarga de música | 679 Artists |